# مانوئل ویدریو
مانوئل ویدریو (انگلیسی: Manuel Vidrio؛ زادهٔ ۲۳ اوت ۱۹۷۲) بازیکن بازنشسته و مربی کنونی فوتبال اهل مکزیک است. 
وی همچنین در تیم ملی فوتبال مکزیک بازی کرده است. او در چهار بازی مکزیک در جام جهانی فوتبال ۲۰۰۲ به میدان رفت و هچنین عضو این تیم در المپیک ۱۹۹۲ بوده است.